# ساخت ساز سنتی در اردبیل
وجود کارگاههای ساخت آلات موسیقی در اردبیل به عنوان صنایع دستی با قدمتی بیش از صد سال در اقتصاد اردبیل نقش موثر داشته است.سازهای ساخته شده در اردبیل شامل تار،قارمون،تار ، سه تار, کمانچه, تنبک, سنتور که از چوبهای گردو, فوفل, توت, شمشاد با توجه به درختان بومی منطقه ساخته می شوند. در تکمیل آن از سیم های فلزی و گاه استخوان شتر و یا پوست حیوانات استفاده میشود.ساز قارمان از حدود صد سال پیش در اردبیل ساخته و نواخته می شده است.
از نوازندگان بنام  اردبیل میتوان به آقا شکور ناصح پور (نوازنده قارمون) پدر نصرالله ناصح پور،علی سلیمی،ودود مؤذن‌زاده اردبیلی،وحید اسداللهی،رحمان اسداللهی ناصر چشم آذر،منوچهر چشم آذر،اسماعیل چشم آذر اشاره کرد.

## منبع
- محمدرضا ایلدار ژاله سازنده سازهای سنتی اهل مشگین شهر
- سازهایی که به دست هنرمند اردبیلی جان می گیرند
- کارگاه ساخت تار وسه تارتوسط استاد محمد جعفر کریم پور در شهرستان خلخال
- سوغات اردبیل؛ از خوراکی‌های خوشمزه اردبیل غافل نشوید ،بند 17 ساخت آلات موسیقی در اردبیل
- به همت هنرمند اردبیلی ساز جدید «دلنواز» ساخته شد

1. ↑  «گفتگو با سیدسامان علوی نوازنده قارمان و مدرس موسیقی در خصوص بررسی موسیقی آذربایجان که "در صد سال پیش در اردبیل قارمان نواخته میشد" پاراگراف ۱۰ سطر ۴». پایگاه خبرگزاری ایلنا |. دریافت‌شده در ۲۰۱۹-۰۸-۱۱.
2. ↑  «استاد نصرالله ناصح پور خواننده پیشکسوت، ردیف دان و مدرس آواز در گفت‌و‌گو با «ایران» در پاراگراف دوم». پایگاه خبری روزنامه ایران|. بایگانی‌شده از اصلی در ۲۹ نوامبر ۲۰۲۰. دریافت‌شده در ۲۰۲۱-۰۲-۱۰.
3. ↑  بیوگرافی رحمان اسداللهی
4. ↑  «معرفی استان اردبیل به همراه صنایع دستی». پایگاه وزارت میراث فرهنگی و گردشگری و صنایع دستی |. بایگانی‌شده از اصلی در ۵ دسامبر ۲۰۱۹. دریافت‌شده در ۲۰۲۱-۰۲-۱۰.